# سجن دوار
سجن دوّار؛ هو سجن أسسه ابراهيم بن عربي والي اقليم اليمامة خلال حكم الدولة الأموية نتيجة لاضطرابات أخلت بأمن المنطقة.

## التسمية
يرجح تسمية سجن دوّار بهذا الإسم إلى شدة حراسته ومن يدخله قد دارت الدوائر عليه ولن يخرج منه.

## نبذة
ارتبط ذكر سجن دوّار بأحد الصعاليك الذين تم سجنهم في دوّار ويدعى جحدر الحنفي حيث كان شجاعًا للغاية، فاقترح الوالي حينها أن يختبر قوته بأن يدخل عليه أحد الأسود فإن انتصر عليه فسوف تتم مكافئته واطلاق سراحه وإن تغلب الأسد عليه فيكسبون التخلص منه. وافق جحدر على الرهان و تم تجويع الأسد حوالي 3 أيام ثم أدخلوه عليه إلا أن جحدر استطاع التخلص من الأسد والظفر بالنجاة والحرية مرة أخرى.

## السجن في الشعر
ذُكر السجن في أبيات لـ جحدر الحنفي قد سجن فيه فأنشد قائلًا
كما ذكره الشاعر جرير عندما نهى قومًا من بني كليب عن فعل شيء فلم ينتهوا وتم القبض عليهم وحبسهم في سجن اليمامة فقال:
كما تم سجن السمهري بن بشر العكلي فيه حيث أنشد قائلًا
وذكره أيضًا جعفر بن علبة الحارثي بقوله
وقد سجن أعرابي فيه، فلما أتى موسم الأمطار ولمع البرق وسمع صوت الرعد أنشد قصيدة قال فيها 

## موقع السجن
رجح المؤرخ حمد الجاسر الموقع المحتمل للسجن هو حي الملقا أحد أحياء شمال العاصمة الرياض.